# Idiops gerhardti
Espèce
Idiops gerhardti est une espèce d'araignées mygalomorphes de la famille des Idiopidae.

## Distribution
Cette espèce est endémique du Mpumalanga en Afrique du Sud,.

## Publication originale
- Hewitt, 1913 : Descriptions of new and little known species of trapdoor spiders (Ctenizidae and Migidae) from South Africa. Records of the Albany Museum, vol. 2, p. 404-434.